# Margie Sudre

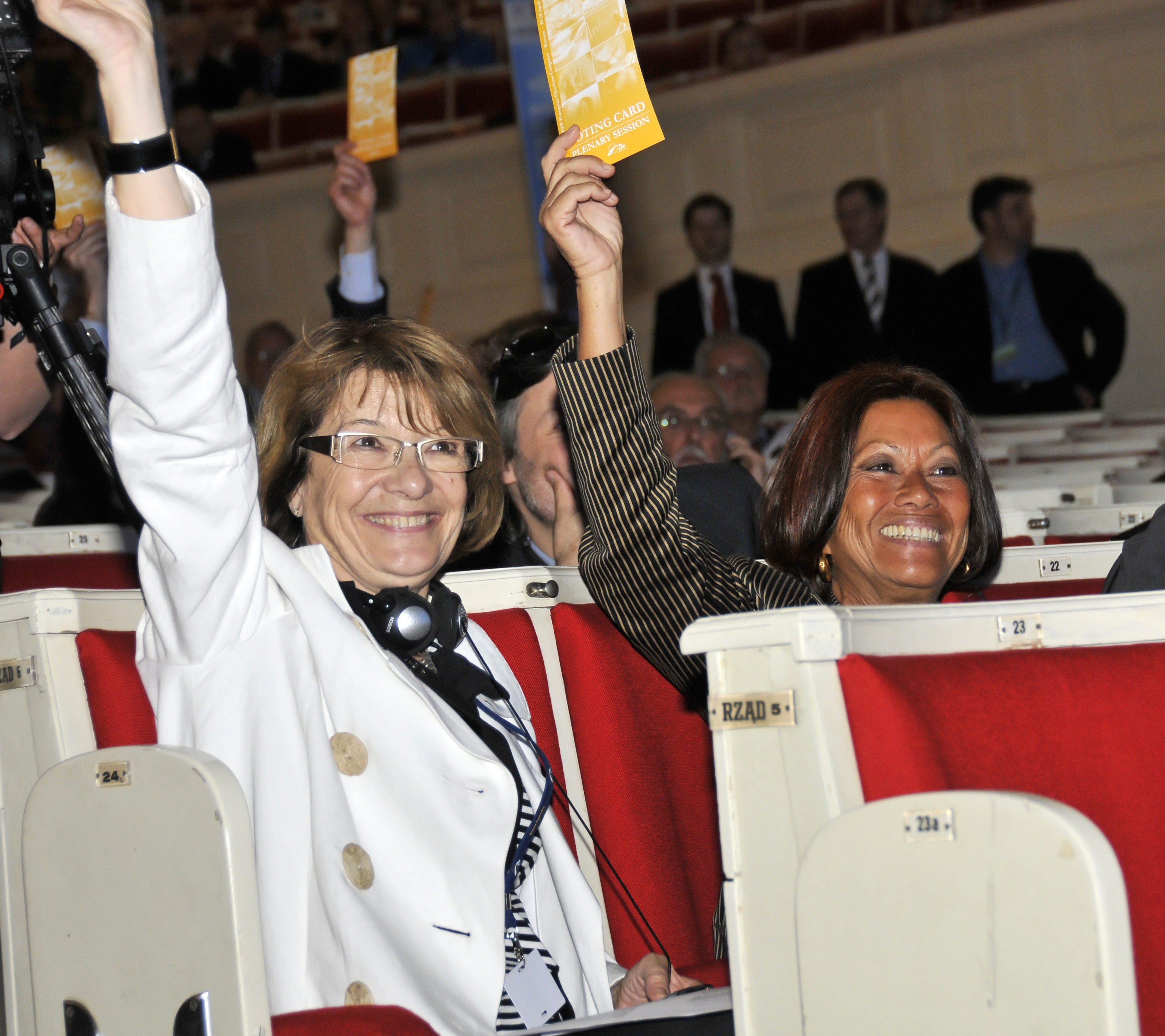
Margie Sudre (rechts) mit Élisabeth Morin-Chartier, Kongress der Europäischen Volkspartei, Warschau 2009

Margie Sudre (* 17. Oktober 1943 in Vinh, Vietnam) ist eine französische Politikerin.

## Leben
Sudre war von 1999 bis 2009 Mitglied des Europäischen Parlaments und gehörte dort der EVP-Fraktion (Europäische Volkspartei) und deren Vorstand an. Außerdem war sie seit 1999 Vorsitzende der UMP-Europagruppe im Europäischen Parlament. 2004 wurde sie im französischen Outre-mer-Wahlbezirk (Übersee-Départements und Französische Überseegebiete) gewählt. Sie ist auch Mitglied des Regionalrats von Réunion.
Davor war Sudre Ärztin für Anästhesie und Reanimation, Präsidentin des Regionalrats von Réunion (1993–1998) und Staatssekretärin für die Frankophonie (1995–1997).

## Aufgaben und Zuständigkeiten im Europäischen Parlament
- Mitglied des Ausschusses für regionale Entwicklung
- Mitglied des Fischereiausschusses
- Mitglied der EU-Russland-Delegation
- Stellvertreterin für die Delegation für die Beziehungen zu den Ländern Südostasiens und der Vereinigung südostasiatischer Nationen (ASEAN)
- Stellvertreterin für die Delegation in der Paritätischen Parlamentarischen Versammlung AKP-Europäische Union
- Vorsitzende der Tourismus-Intergroups
- Vorsitzende der UMP-Europagruppe im Europäischen Parlament